# ارایولتون (بازیکن فوتبال، زاده ۱۹۷۸)
ارایولتون (انگلیسی: Erivelton؛ زادهٔ ۲ آوریل ۱۹۷۸) بازیکن فوتبال اهل برزیل است.
از باشگاه‌هایی که در آن بازی کرده‌است می‌توان به باشگاه ورزشی فورتالزا اشاره کرد.